# Borat (film)

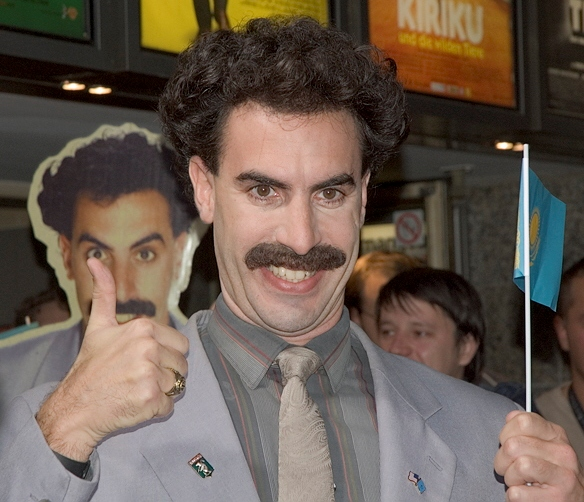
Borat (Sacha Baron Cohen) vid den tyska premiären av filmen.

Borat (egentligen Borat: Cultural Learnings of America for Make Benefit Glorious Nation of Kazakhstan) är en amerikansk komedi från 2006 baserad på den brittiske komikern Sacha Baron Cohens karaktär Borat Sagdijev. Filmen är en satirisk fiktiv dokumentär. 2020 kom uppföljaren Borat Subsequent Moviefilm.

## Handling
Huvudpersonen Borat Sagdijev är en känd TV-journalist i Kazakstan. På uppdrag av informationsministeriet reser han till USA för att göra en dokumentär om landet. Här råkar han se ett avsnitt av Baywatch på TV och blir förälskad i Pamela Anderson. Han köper då en gammal glassbil och reser tvärs över USA till Kalifornien för att kunna gifta sig med henne. Efter att ha stannat vid en bed and breakfast som ägs av ett judiskt par bestämmer sig Borat för att skaffa sig något att skydda sig med. Först försöker han att köpa en pistol, men han får inte göra det eftersom han inte är amerikansk medborgare. Så han köper en svartbjörn som han döper till Oksana för att hedra sin avlidna fru och för att kunna skydda sig.

## Om filmen
Bara ett fåtal personer inblandade i produktionen visste vad som försiggick, medan de som är med i filmen inte var med på det hela. Inget manus ska ha funnits, utan mycket är improviserat. Polis tillkallades 91 gånger under inspelningen av filmen.
Trots att Borat är från Kazakstan talas ingen kazakiska under filmen. Borats ”kazakiska” är främst hebreiska medan hans kompanjon Azamat Bagatov talar på armeniska.
Filmen hade premiär i Sverige den 3 november 2006. Filmen spelades in i Rumänien och USA. Filmen finns på DVD, liksom en "Bonus Preview Disc" med förhandsvisning (fyra minuter), filmtrailer och fem borttagna scener.
I filmen lanserar Sacha Baron Cohen mankinin, en baddräkt för män. Baddräkten är utformad som en stor tangatrosa, fast man har ”sidobanden” över axlarna istället för över höfterna.
År 2012 spelades under en skyttetävling i Kuwait av misstag upp Kazakstans parodi-"nationalsång" från filmen istället för den riktiga nationalsången, efter att Kazakstans skytt Maria Dmitrenko vunnit tävlingen. Detta ledde till uttalanden från Kazakstans utrikesdepartement.

## Rollista (urval)
- Sacha Baron Cohen - Borat Sagdijev
- Pamela Anderson - som sig själv
- Ken Davitian - Azamat Bagatov